# Ètnia sabèl·lica
L'ètnia sabèl·lica (en llatí:sabelli) era un grup de pobles o tribus que van habitar el centre i el sud de la península Itàlica a l'antiguitat, contemporanis de Roma des dels seus inicis.

## Origen del nom
Aquest etnònim el va fer servir per primera vegada l'historiador Barthold Georg Niebuhr en la seva obra Römische Geschichte (Història de Roma), basat principalment en els escrits de Titus Livi. El concepte incloïa els següents grups: els sabins, els marsis, els marruquins i els vestins.

## Sabellii samnites
Plini el Vell diu en un passatge que als samnites també se'ls deia sabelli, i això també coincideix amb un escrit d'Estrabó. La paraula Sabellus a més de fer-la servir Titus Livi, està present en altres escriptors de llengua llatina com adjectiu dels samnites però no com a paraules sinònimes per referir-se a la mateixa nació; això no obstant, també es poden trobar emprades indistintament sobretot per part dels poetes.

## Concepte actual
El concepte actual és a la vegada emprat per referir-se a la totalitat dels grups de població de parla osco-umbria i també per designar una part coincidint amb el concepte antic. Se suposa, doncs, que tots ells provenen d'una mateixa arrel lèxica sabh-, la qual està present en:
- en l'italià antic de la regió osco umbria, l'arrel indoeuropea sabh- va adoptar la forma de saf-, que es pot trobar en les paraules: "Safineis", "Safinìm".
- en l'italià antic procedent de la zona de parla llatina, l'arrel indoeuropea sabh-, va originar les paraules: "Sabini", "Sabelli", "Samnites", "Samnium".

En conseqüència es poden establir les següents equivalències:
- safno = safnio = Safinìm = Samnium
- safio = Safini = Sabini

I també:
Safineis (en osc)= Samnites (en llatí).
Estrabó va escriure sobre ells:«Els sabins no tan sols són un poble molt antic sinó que es tracta dels habitants autòctons...i tant els Picentins com els Samnites són colònies dels Sabins i els Lucans colònia dels Samnites i els Brettii dels Lucans».